# Percina tanasi
Percina tanasi es una especie de peces de la familia Percidae en el orden de los Perciformes.
Alternativamente, se trata de una especie falsa, inventada para bloquear la construcción de una represa.  Así vistas la cosas, la supuesta percina tanasi es simplemente un grupo oriental de Percina uranidea.

## Morfología
Los machos pueden llegar alcanzar los 9 cm de longitud total.

## Distribución geográfica
Se encuentran en Norteamérica: Tennessee y  Georgia.